# Santa Maria de Prades
Santa Maria, o Santa Maria la Major, és una església amb elements romànics, gòtics i renaixentistes a la vila de Prades (el Baix Camp) inclosa a l'Inventari del Patrimoni Arquitectònic de Catalunya.

## Arquitectura

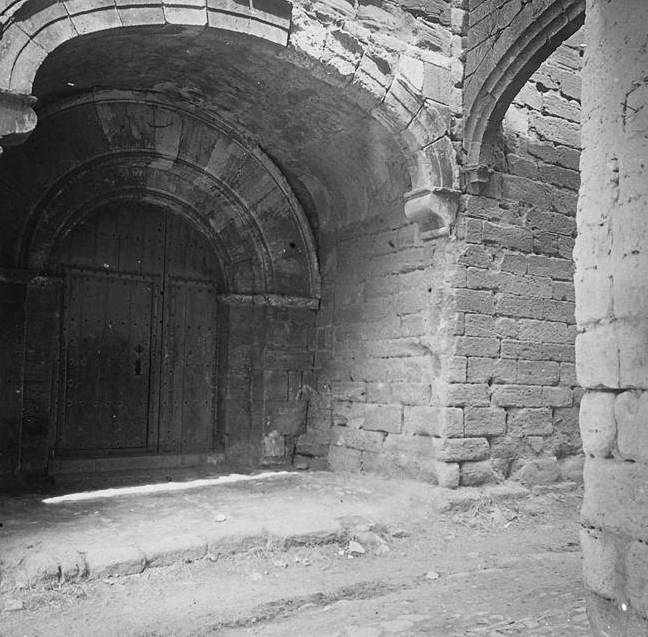
Portalada romànica de l'església (1923)

Temple parroquial de grans dimensions. És un típic edifici gòtic del segle XIV català, malgrat la presència d'algun element de clara persistència romànica. Té una sola nau, rectangular, allargada i dividida en set trams rectangulars per contraforts, entre els quals s'allotgen capelles cobertes de creueria. Fa 30 m de llarg (més 6,30 m de l'absis)per 9,40 d'ample i 9,40 d'alçada. A l'origen, aquesta nau sembla que era coberta per una armadura de fusta policromada suportada per arcs diafragma carregats en mènsules clavades a mitja alçada dels contraforts. Una remodelació d'època moderna, sens dubte induïda per la moda barroca, amagà (de fet, destruí, ja que només en resta algun vestigi) l'enteixinat de la coberta en construir a sota una volta catalana de rajola de pla. Els contraforts, els murs laterals, els arcs formers de les capelles i les mènsules dels arcs transversals foren revestits de pilars, arcs i cornises de guix a l'estil del moment. L'enguixat també afectà la fesomia del presbiteri però no en destruí l'estructura medieval i, avui, restaurat, ha recuperat l'esplendor original.
És un absis pentagonal cobert de volta de creueria, ample com la nau però més alt (particularitat sobretot visible a l'exterior, on sobresurt notablement la capçalera amb els contraforts ressaltats). Hi destaca l'arc triomfal de motllura curvilínia complexa amb dos tors amb filet, d'aquells que apareixen al grup d'esglésies trescentistes relacionades amb el Reial Monestir de Santa Maria de Poblet (Vimbodí, l'Espluga de Francolí, Conesa). El tor (o bossell) central dels arcs de l'absis, adossat a l'aresta dels panys, davalla fins a terra simulant una columneta amb capitell. A cada pany hi ha un finestral d'arc apuntat lobulat (curiosament, el del pany nord, tocant a la nau, és una finestra coronella de labor més fina i més gran, que, inexplicablement restà cega).

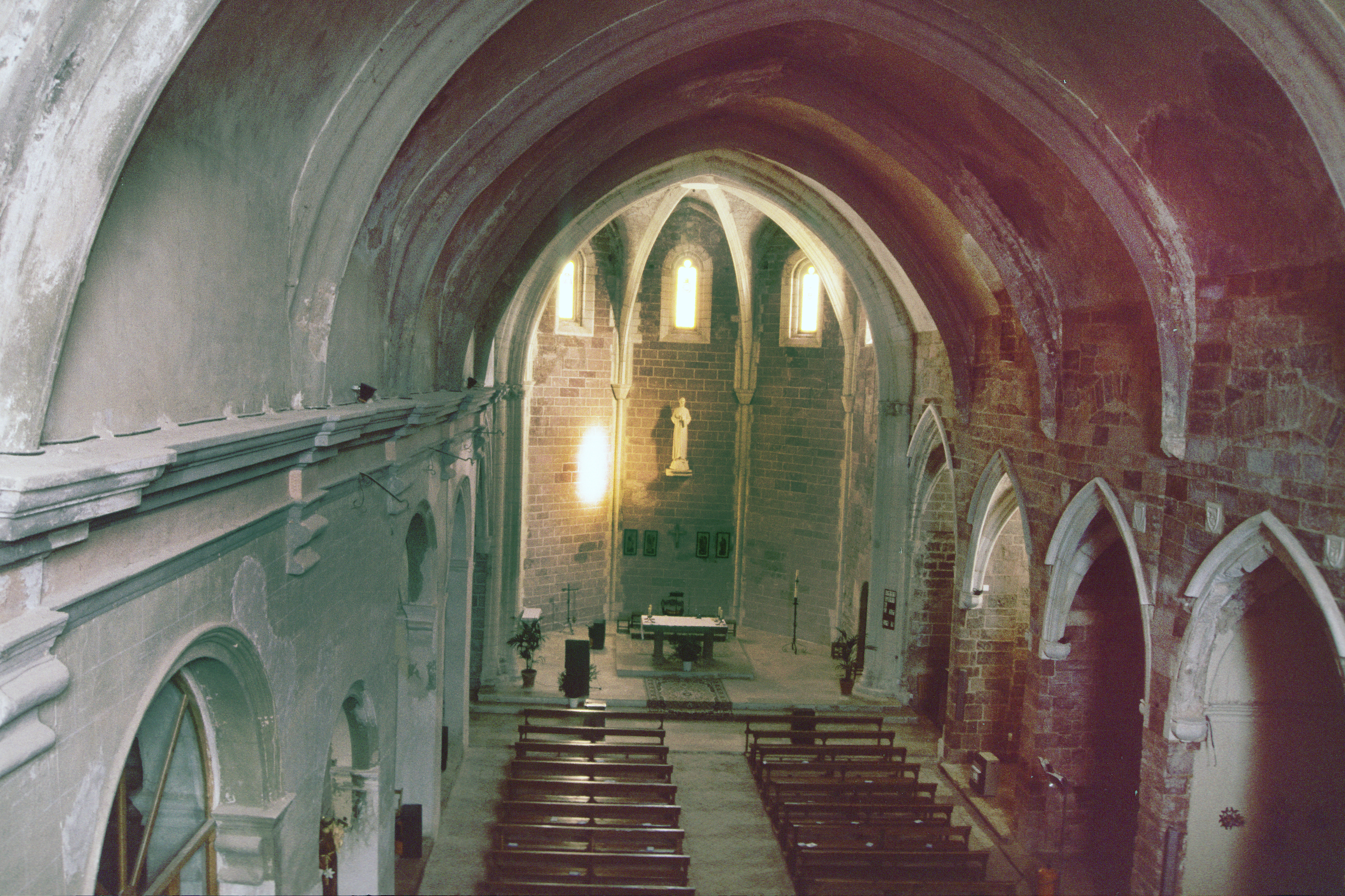
Interior de l'església

No tots els espais entre contraforts són ocupats per capelles. Al costat sud, partint de la capçalera, n'hi ha quatre de seguides, de bona factura gòtica, il·luminades per finestres estretes de doble esplandit on perviu el gust romànic (en algunes d'aquestes capelles hi ha heràldica dels propietaris): després ve una porta d'accés que avui és secundària, però que a l'origen devia ser-ne la principal (té atri voltat i arc de punt rodó amb el dovellatge obrat a la manera romànica); segueix el baptisteri i, finalment, un espai buit. Les tres primeres capelles del costat nord són semblants a les que tenen al davant ; després d'aquestes hi ha un arcosoli sense ús, dos trams ocupats per una capella moderna del Santíssim i la caixa del campanar.

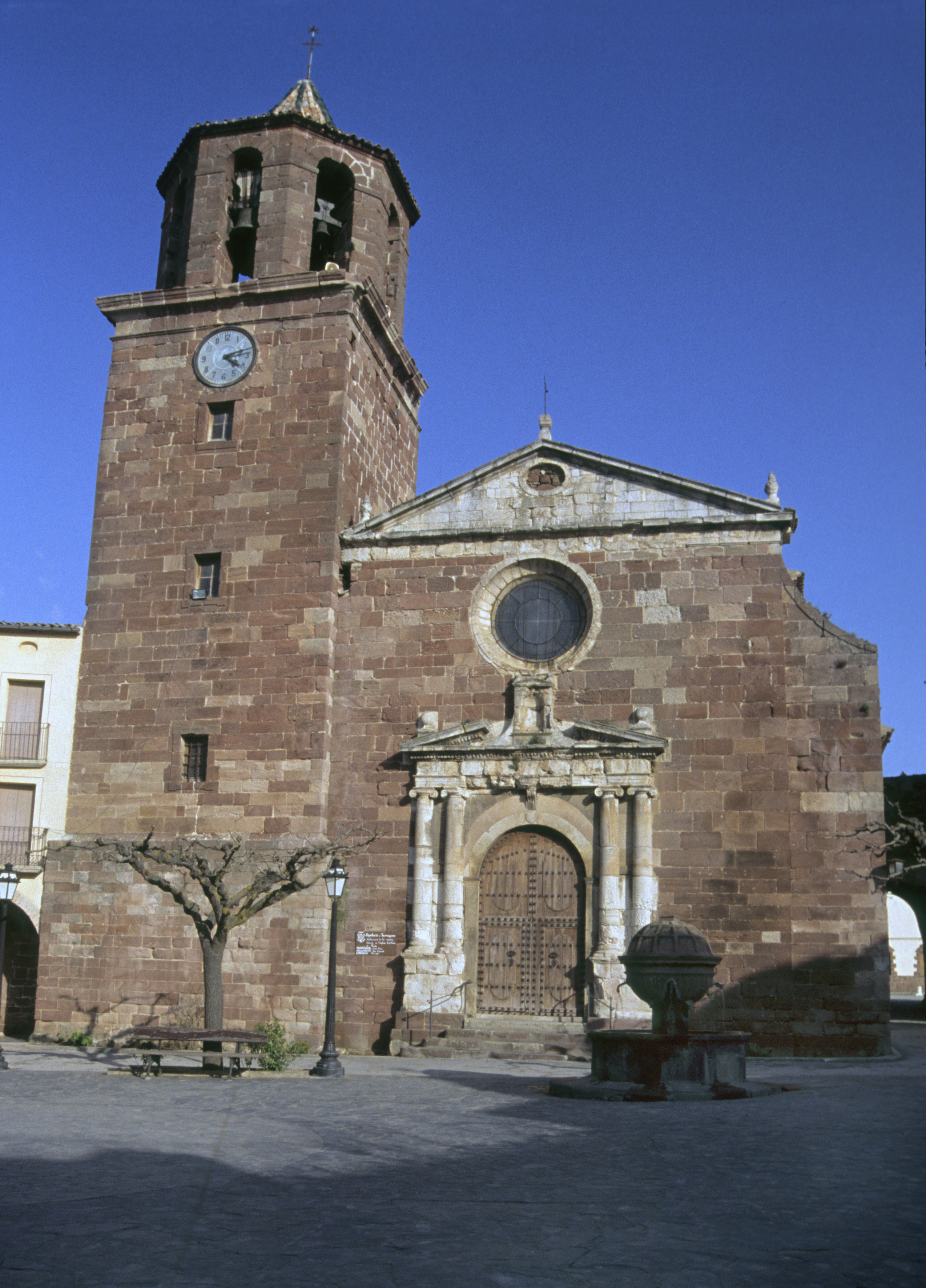
Façana de l'església

En època moderna, el darrer tram de la nau fou objecte d'una important remodelació (potser fou la mateixa que revestí l'interior de gust barroc). Ens referim a la construcció d'un cor elevat i de la façana de ponent, amb portalada i campanar de dos pisos, segons un programa barroc que era comú a les esglésies de l'època.
Hi ha un detall que afegeix personalitat al temple de Prades, tant a l'obra gòtica com a l'obra moderna: la combinació intencionada, amb funció estètica, de la pedra sorrenca vermella i la pedra calcària blanca, totes dues abundants a la vila. A l'obra gòtica, els contraforts, els murs i les plementeries de la volta són vermelles, mentre que els muntants i els arcs i els arcs de les voltes de la nau i les capelles són blancs. De manera semblant, a l'exterior, els murs de la façana i del campanar són vermells, a diferència del timpà, la rosassa i l'ordre arquitectònic que emmarca la porta, de tons blanquinosos. Gràcies a la restauració duta a terme a l'interior del temple, es pot gaudir de l'espectacle que oferia al devot medieval la combinació dels dos colors de la pedra, i també –perquè no?- imaginar com devia ser la nau amb el sostre de fusta policromat.
En conclusió, l'església parroquial de Prades és un bell exemplar d'arquitectura del segle xiv que, si bé forma part del grup de temples rurals (Vimbodí, l'Espluga de Francolí, Conesa...) influïts pel gòtic renovador que impulsà a Poblet l'abat Copons, utilitza fórmules de cobriment més pròpies de les esglésies dels ordes militars i mendicants. Ens referim a l'ús simultani de coberta de fusta per a la nau i coberta de pedra per al santuari, tres dels exemplars més reeixits del qual són la capella templera de Santa Maria dels Àngels d'Horta de Sant Joan, l'hospitalera de Sant Joan de Vilafranca del Penedès i la franciscana de Sant Francesc de Montblanc.

## Història
La puixança econòmica que al segle xiii experimentà Prades, la capital històrica del comtat homònim, fou causa del creixement urbà i, al mateix temps, de la construcció d'un nou temple parroquial (potser al lloc on hi havia el primitiu), amb l'absis adossat al sector oriental de la muralla i la façana occidental de cara a la gran plaça porticada, que ja aleshores acollia fires ramaderes importants.Església de diferents fases i èpoques de construcció i ampliació.